# Cathédrale de L'Aquila
La cathédrale de L'Aquila (au nom complet de cathédrale des Saints-Maxime-et-Georges) est un édifice religieux catholique sis sur la place principale de la ville de L'Aquila dans les Abruzzes (Italie) dont elle est l'église cathédrale (archidiocèse de L'Aquila). Construite au XVIIIe siècle pour remplacer un édifice du XIIIe siècle la cathédrale est placée sous la protection des saint Georges et saint Maxime d'Aveia, 
L'édifice du XIIIe siècle est détruit par le tremblement de terre de 1703 et restauré aux XIXe et XXe siècles. Fortement endommagée par le tremblement de terre de 2009, la cathédrale est actuellement inutilisable, les fonctions cathédrales étant temporairement transférées à la basilique Sainte-Marie de Collemaggio.

## Histoire
L'édification de l'église est liée aux événements de la fondation de la ville et, plus spécifiquement, à la création de l'archevêché de L'Aquila qui a officiellement lieu le 20 février 1257 avec le transfert de l'ancien siège de Forcona, décrété par le pape Alexandre IV. À cette occasion, le titre de cathédrale est donné à une église dédiée à saint Georges et saint Maxime en construction depuis 1256. Les motifs de cette double consécration restent incertains, même si Maxime d'Aveia est patron de l'actuel diocèse de Forcona et Saint-Georges le nom d'une église probablement déjà présente au moment de la première fondation à l'emplacement de l'édifice original. Après la destruction de la ville en 1259, l'église est reconstruite Piazza Maggiore, où elle se trouve aujourd'hui.
Le bâtiment est reconstruit après le séisme de 1315, le premier (historiquement connu) à L'Aquila, et à cette occasion, un recouvrement en pierre est également ajouté, mais la structure du XIIIe siècle, trois nefs avec une abside et un transept, est restée inchangée jusqu'à l'écroulement de 1703. En 1414, malgré la résistance des habitants de Bagno qui les conservaient, les restes de saint Maxime d'Aveia sont transférés à la cathédrale. En 1461 et 1480, l'église est profondément restaurée avec la construction de l'escalier sur la place, de chapelles latérales, et par-dessus tout, du tombeau d'Amico Agnifili par Silvestro dell'Aquila. D'autres travaux sont effectués au XVIe siècle, avec l'élévation du clocher par Girolamo Pico Fonticulano et l'élévation du toit, et au XVIIe siècle, avec la construction du presbytère et de nouvelles chapelles.
Le tremblement de terre de 1703 détruit complètement la cathédrale. De l'édifice original, il ne reste que le côté nord, parallèle à la rue Roio, et quelques décorations intérieures. La reconstruction de l'église est très difficile, dure environ soixante-dix ans et ne se fait pas sans controverses. Certaines concernent l’Église des Âmes Saintes, alors en cours de construction, qui égratigne à jamais l'hégémonie de la cathédrale sur la piazza del Duomo. Elle est confiée à l'architecte Sebastiano Cipriani, qui la commence en 1711 et qui initialement ne concerne que l'abside et le transept, consacrés et puis rendus accessibles au public en 1734. Les travaux sur la partie de devant sont plus longs et l'église ne peut rouvrir qu'en 1780. En réalité, les interventions ont concerné uniquement l'intérieur du bâtiment, la façade reste longtemps incomplète et le grand dôme, prévu par Cipriani, n'est jamais réalisé.
En 1851, on décidé de reconstruire la façade principale pour correspondre au style nouveau d'alors néoclassique et un projet est préparé cette fois par Giambattista Benedetti, mais le projet, qui n'a pas plus de chance que les précédents, est suspendu en 1860 en raison du Risorgimento et reste limité à la seule partie basse. Le reste, y compris les deux clochers sont ajoutés en 1928, comme indiqué sur une large gravure en chiffres romains sur la balustrade du couronnement.
Le tremblement de terre de 2009 cause de graves dommages, avec des fissures sur les murs porteurs et la façades ainsi que des plusieurs effondrements dans le transept. La restauration du monument est estimée a un coût total de 14,5 millions d'euros et la durée des travaux à cinq ans. En décembre 2009, les fonctions de la cathédrale sont transférées à la basilique basilique Sainte-Marie de Collemaggio, partiellement accessible.

## Description
La cathédrale est située au pied de la Piazza del Duomo, la plus grande des places de L'Aquila, au cœur du pouvoir religieux, directement adjacente du Palais de L'Archevêque, siège de l'archidiocèse de L'Aquila, à peu de distance de l’Église des Âmes Saintes. La Vieille Fontaine (Fontana vecchia) se trouve devant l'édifice.

### La façade
L'architecture de la façade de la cathédrale a varié au fil du temps en raison d'écroulements, principalement en raison de tremblements de terre, et de sa reconstruction à plusieurs reprises, passant de la cabane d'origine à trois rosaces à la version du XIXe siècle avec un portique en plein cintre au style néoclassique d'aujourd'hui, réalisé à la fin du XIXe et au début du XXe siècle
La partie inférieure, qui possède une seule rangée de colonnes de style ionique, œuvre de Giambattista Benedetti, est commencée en 1851 par la démolition de la vieille façade. Le fronton et l'entablement ont probablement été ajoutés à la demande de l'archevêque Luigi Filippi, avant l'arrêt forcé des travaux en 1860. En 1928, elle est développée vers le haut par l'ajout de deux clochers selon un modèle déjà utilisé pour l'église San Marco, la division de la devanture en trois par des pilastres et le portique en cuivre. Les deux tours contiennent deux cadrans solaires, tandis que la balustrade qui les relie possède une plaque gravée MCMXXVIII, l'année d'achèvement de la façade. Au centre, se trouve un faux demi-œil avec une fenêtre qui fournit de la lumière à l'intérieur. Le revêtement a été fait avec du plâtre de ciment plutôt qu'en blocs de pierre, comme le prévoyait le projet Benedetti.

### L'intérieur

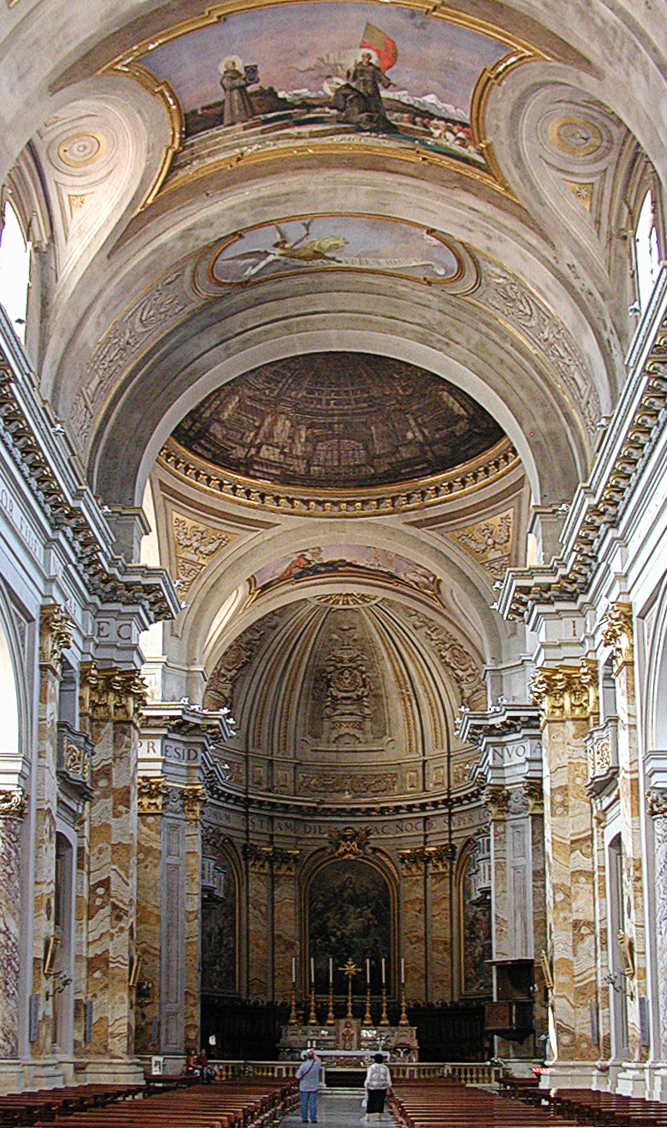
Nef centrale de la cathédrale.

L'intérieur, en forme de croix latine, de style baroque, peint entre 1711 et 1780, est spacieux et lumineux. Il est constitué d'une nef unique de plus de 70 mètres de long flanquée de chapelles latérales communiquant les unes avec les autres.
Sur la droite, se trouve le tombeau d'Amico Agnifili, construit en 1480 par Silvestro dell'Aquila, reconstruit après le tremblement de terre de 1703 et qui se compose d'une urne avec l'image du défunt et d'un piédestal; quelques pièces qui le composait, comme la Vierge et l'Enfant, se trouvent maintenant dans la lunette du portail de San Marciano. À gauche se trouvent les fonts baptismaux, réalisés au XIXe siècle par Giovanni de' Rettori.
Parmi les peintures, on remarque La dispute de Jésus avec les docteurs (XVe – XVIe siècle) de Francesco da Montereale, La Présentation de Marie au Temple de Baccio Ciarpi et Saint Charles et les pestiférés (1888) de  Teofilo Patini. A la jonction de la nef et du transept, on trouve une peinture d'un dôme en perspective de Venancio Mascitelli, et sur le maître-autel La Vierge avec les Saints Maxime et Georges de Girolamo Cenatiempo. Enfin, sur la voûte de la nef, une fresque du XIXe siècle représentant les saints patrons de la ville : saint Maxime, saint Bernardin de Sienne, saint Célestin V et saint Equitius.

## Source
- (it) Cet article est partiellement ou en totalité issu de l’article de Wikipédia en italien intitulé « Duomo dell'Aquila » (voir la liste des auteurs).

### Articles liés
- Archidiocèse de L'Aquila
- L'Aquila
- Liste des cathédrales d'Italie